# リディア・ウィデマン
リディア・ウィデマン（Lydia Wideman-Lehtonen、1920年5月17日 - 2019年4月13日）はフィンランド、ピルカンマー県ヴィルップラ（Vilppula、現在のマンッタ＝ヴィルップラ）出身の元クロスカントリースキー選手。1940年代から1950年代にかけて活躍した。

## プロフィール
1952年オスロオリンピック女子10kmで優勝、オリンピック初採用となった女子クロスカントリースキーの最初のメダリストとなった。
このシーズン終了後引退し、同年夏に結婚した。
2019年4月13日に死去。98歳没。この時点までフィンランドの金メダリストとしては最長命であり、2018年2月23日にバハマのセーリング選手、ダーウォード・ノウルズ（1964年東京オリンピック男子スター級金メダリスト）が死去して以来、世界の金メダリストの中でも最長命の人物だった。